# Ewig (Peter-Maffay-Album)
Ewig ist das 22. Studioalbum des deutschen Pop-Rock-Musikers Peter Maffay aus dem Jahr 2008.

## Entstehung und Veröffentlichung
Die Erstveröffentlichung von Ewig erfolgte am 29. August 2008 bei Ariola. Das Album erschien in seiner Originalausführung als CD und Download mit 13 Titeln (Katalognummer: 88697 285762). Am gleichen Tag erschien eine sogenannte „Premium-Edition“ mit Bonus-DVD (Katalognummer: 88697 352562). Am 23. Januar 2009 erschien eine „Platin Edition“, die anstatt der DVD um vier Bonustitel erweitert wurde (Katalognummer: 88697 43155 2-1).
Die Kompositionen und Texte entstammen von Beatrice Reszat (1, 2, 4, 7, 8, 9, 10, 11, 12, 13), Katrin Schröder (3, 6), Peter Keller (3, 11), Peter Zentner (3), Peter Maffay (4), Lukas Hilbert (5, 14) geschrieben. Die Musik aller Titel wurde von Peter Maffay (1, 5, 9, 10, 13), Bertram Engel (2, 8), Katrin Schröder (3, 6, 11), Rupert Keplinger (3, 6), Charlie Midnight (4), Denny Weston (4), Patrik Berger (4), Ken Taylor (7), Jean-Jacques Kravetz (12), Lukas Hilbert (13, 14) und Alex Christensen (14). Für die Produktion aller Lieder zeichneten gemeinsam Patrik Berger, Carl Carlton, Engel, Keller, Jean Jacques Kravetz, Pascal Kravetz, Peter Maffay und Taylor verantwortlich.

## Inhalt und Stil
Bei Ewig handelt es sich stilistisch um ein Pop-Rock-Album. Inhaltlich behandelt das Album überwiegend Lieder, die sich mit dem Thema Liebe auseinandersetzen.

## Titelliste
1. Schnee der auf Rosen fällt – 4:37
2. Der Mensch auf den du wartest – 1:20
3. Es gibt zum Glück noch die Liebe – 3:38
4. Die Liebe bleibt – 3:42
5. In dir ist immer noch ein Licht – 4:08
6. Auf den Scherben unserer Welt – 3:52
7. Meine Welt – 5:21
8. Ich kann wenn ich will – 3:27
9. Du bist göttlich – 4:12
10. Leb dein Leben – 3:56
11. Meine Musik – 4:42
12. Wie im Himmel – 4:32
13. Ewig – 3:49

Titelliste Premium-Edition Bonustitel
1. Ich will nicht alleine sein – 3:34

Titelliste Platin-Edition Bonustitel
1. Ich will nicht alleine sein (Neue Version) – 4:07
2. Lass mich hier nicht so stehn – 4:53
3. Du kannst verzeihen – 4:10
4. Verlier sie nicht – 4:57

Titelliste CD+DVD-Edition Bonustitel
1. Ewig [Video]
2. Die Liebe Bleibt [Video]
3. Hinter Den Kulissen
4. Interview
5. Bildergalerie – 0:47

## Mitwirkende (Auswahl)
- Carl Carlton (Gitarre)
- Bertram Engel (Schlagzeug, Begleitgesang)
- Peter Keller (Gitarre)
- Christopher Kochs (Harfe 10,11)
- Jean-Jacques Kravetz (Klavier, Keyboards)
- Pascal Kravetz (Gitarre, Klavier)
- Hagen Kur (Cello 5,12)
- Tryna Loules (Begleitgesang 5, 6, 9, 13)
- Peter Maffay (Gesang, Gitarre)
- Ken Taylor (Bass)

## Kommerzieller Erfolg

### Chartplatzierungen
| ChartsChartplatzierungen | Höchstplatzierung | Wochen |
| ------------------------ | ----------------- | ------ |
| Deutschland (GfK)        | 1 (30 Wo.)        | 30     |
| Österreich (Ö3)          | 55 (2 Wo.)        | 2      |
| Schweiz (IFPI)           | 10 (8 Wo.)        | 8      |

| ChartsJahrescharts (2008) | Platzierung |
| ------------------------- | ----------- |
| Deutschland (GfK)         | 20          |

### Auszeichnungen für Musikverkäufe
| Land/Region        | Auszeichnungen für Musikverkäufe (Land/Region, Auszeichnung, Verkäufe) | Verkäufe |
| ------------------ | ---------------------------------------------------------------------- | -------- |
| Deutschland (BVMI) | 3× Gold                                                                | 300.000  |
| Insgesamt          | 1× Gold · 1× Platin ·                                                  | 300.000  |